# Lapuebla de Labarca
Lapuebla de Labarca község Spanyolországban, Arabában. Lakosainak száma 859 fő (2024).

## Földrajza
Lapuebla de Labarca Laguardia és Fuenmayor községekkel határos.

## Népesség
A település lakosságának változását az alábbi diagram mutatja:
| Lakosok száma | 862  | 848  | 842  | 877  | 867  | 861  | 852  | 865  | 858  | 859  |
|               | 2001 | 2004 | 2006 | 2009 | 2011 | 2014 | 2016 | 2019 | 2021 | 2024 |